# Edgar Behr
Edgar Richard Behr (ur. 12 września 1910 w Hamburgu, zm. 2 marca 1985 tamże) – niemiecki żeglarz, olimpijczyk.
Na regatach rozegranych podczas Letnich Igrzysk Olimpijskich 1932 wystąpił w klasie Snowbird zajmując 4 pozycję.